# 封闭生态系统

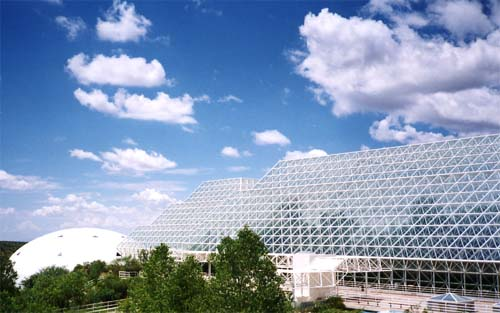
生物圈二號

封闭生态系统（英語：Closed Ecological Systems，缩写：CES）是一种不与外界进行物质交换的生态系统。尽管地球本身无疑符合这个定义，但该术语主要用于描述相对小的人造生态系统。这种系统充满了科学趣味，并有在太空旅行（例如空间站或潜艇）中作为生命支持系统的潜力。严格地说，一个封闭生态系统不是一个通常意义的封闭系统，因为能量（特别是光能和热能）能在也必须在这个系统中进出。
在封闭生态系统中，一种生物新陈代谢产生的任何废物必须能被另外至少一种生物所利用。如果这个系统的目的是维持高等的生命形式，如鼠或人，二氧化碳、粪便和尿液等废物必须最终被转化为氧气、食物和水。
封闭生态系统必须至少含有一种自养有机体。在这里，化能自养生物和光能自养生物都被认为是有道理的，但实际应用中，绝大多数的封闭生态系统大都建立在绿藻一类的光能自养生物上。

## 主要的封闭生态系统名单
- 生物圈二号
- 月宫一号
- MELISSA
- BIOS-3